# فابيان فايس
فابيان فايس (بالألمانية: Fabian Weiß)‏ هو لاعب كرة قدم ألماني في مركز نصف الجناح، ولد في 23 فبراير 1992 في آلن في ألمانيا. شارك مع منتخب ألمانيا تحت 16 سنة لكرة القدم. أما مع النوادي، فقد لعب مع نادي آلن ونادي شتوتغارت.

## وصلات خارجية
- فابيان فايس على موقع قاعدة بيانات كرة القدم.إي يو (الإنجليزية)
- فابيان فايس على موقع بيانات كرة القدم. دي إي (الألمانية)
- فابيان فايس على موقع عالم كرة القدم.نت (الإنجليزية)